# Dalagang bukid
Dalagang bukid, noto anche come Country Maiden, è un film muto del 1919 diretto da José Nepomuceno, considerato il primo lungometraggio ad essere interamente prodotto nelle Filippine. È basato sull'omonima opera teatrale sarswela di León Ignacio e Hermogenes Ilagan, presentata due anni prima e considerata tra le più note del Paese.
Come tutte le pellicole del regista, è un film perduto.

## Distribuzione
Dalagang Bukid uscì nelle sale cinematografiche filippine il 25 settembre 1919.